# Drakryggen

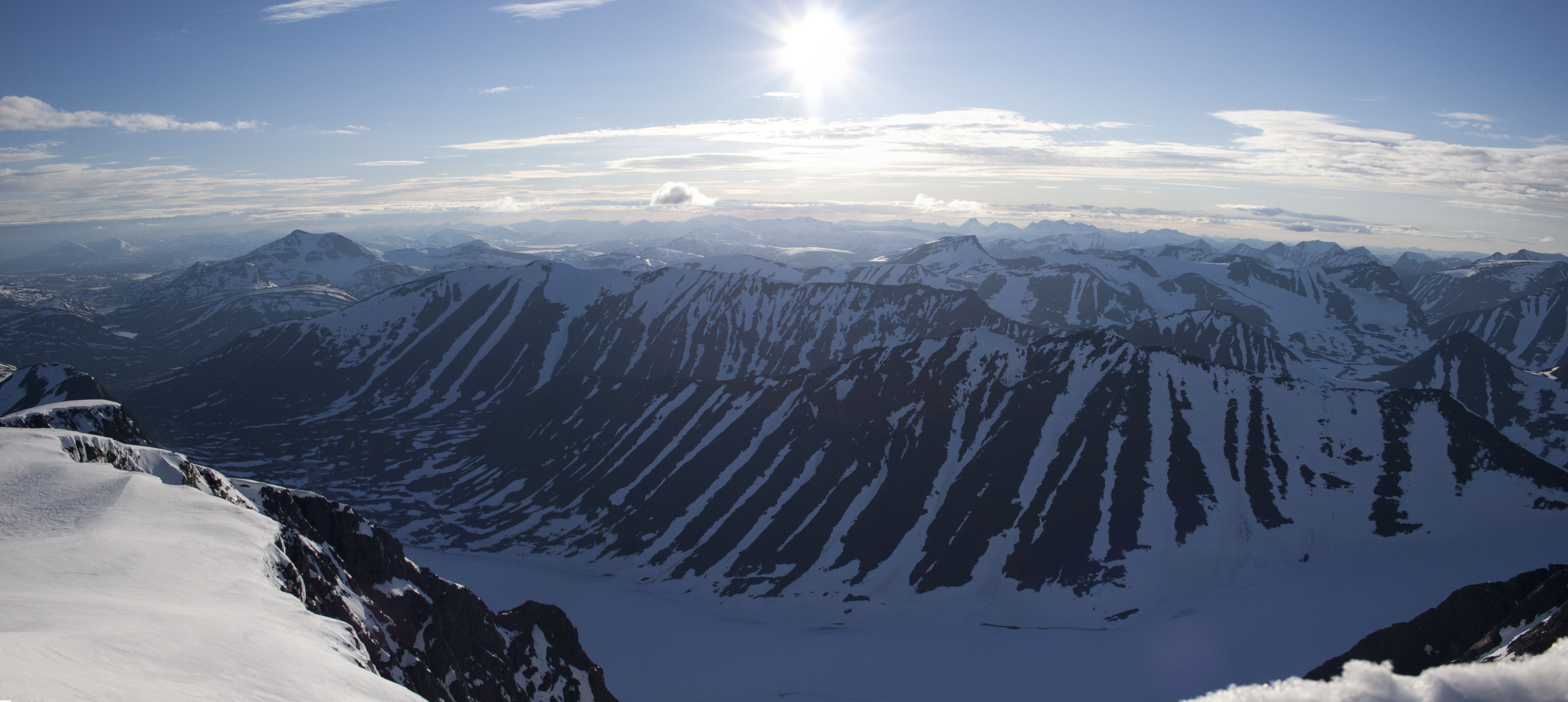
Drakryggen sedd från Kebnekaises sydtopp i juli 2012.

Drakryggen är en fjällrygg i Kebnekaisemassivet i Kiruna kommun vars högsta punkt ligger 1 821 meter över havet.